# Кирово (Пензенская область)
Ки́рово — село, административный центр Кировского сельсовета Сердобского района Пензенской области.

## География
Село расположено на севере Сердобского района. Расстояние до районного центра город Сердобск — 36 км.

## История
По исследованиям историка — краеведа Полубоярова М. С., село основано в 1920-х годах в связи с образованием совхоза «Грязнухинский» и называлось посёлок Грязнухинский. В начале 1930-х годов переименован в совхоз имени Кураева Сортсемтреста (по фамилии Василия Владимировича Кураева (1891—1938) — советского государственного и партийного деятеля, организатора Советской власти в Пензенской губернии). В середине 30-х годов XX века, по политическим мотивам посёлок был назван в честь С. М. Кирова. В 1955 году — посёлок, центр сельсовета Свищёвского района Пензенской области. 30 сентября 1969 года в черту села включён посёлок Красное Приволье.

## Численность населения
| 1926 | 1930 | 1939 | 1959 | 1979 | 1989 | 1996 |
| ---- | ---- | ---- | ---- | ---- | ---- | ---- |
| 76   | ↘55  | ↘36  | ↗403 | ↗649 | ↗740 | ↗764 |
| 2002 | 2010 |      |      |      |      |      |
| ↘741 | ↘684 |      |      |      |      |      |

## Инфраструктура
В селе имеются: почта, телеграф, телефон, основная школа, фельдшерско-акушерский пункт, детский сад библиотека, дом культуры.
Село газифицировано. До районного центра г. Сердобск проложена асфальтированная дорога.

## Улицы
- Коммунальная;
- Красное Приволье;
- Молодёжная;
- Набережная;
- Новая;
- Садовая.